# Roncofreddo
Roncofreddo é uma comuna italiana da região da Emília-Romanha, província de Forlì-Cesena, com cerca de 2.821 habitantes. Estende-se por uma área de 51 km², tendo uma densidade populacional de 55 hab/km². Faz fronteira com Borghi, Cesena, Longiano, Mercato Saraceno, Montiano, Sogliano al Rubicone.

## Demografia
| Variação demográfica do município entre 1861 e 2011                               |
|                                                                                   |
| Fonte: Istituto Nazionale di Statistica (ISTAT) - Elaboração gráfica da Wikipedia |